# Iberolacerta
Iberolacerta és un gènere des sauròpsids escatosos de la família Lacertidae que inclou diverses espècies de sargantanes autòctones de la península Ibèrica i els Alps. Fins fa poc temps les seves espècies s'incloïen en el gènere Lacerta.

## Taxonomia
Els noms comuns i la distribució de les espècies segons Llista de rèptils d'Espanya.
- Iberolacerta aranica (sargantana aranesa), Pirineus central (la Val d'Aran, Arièja)
- Iberolacerta aurelioi (sargantana pallaresa), Pirineus central i oriental
- Iberolacerta bonnali (sargantana pirinenca), Pirineus
- Iberolacerta cyreni (sargantana carpetana), Península Ibèrica (Sistema Central)
- Iberolacerta galani (sargantana lleonesa), Península Ibèrica (Montes de León)
- Iberolacerta horvathi (sargantana d'Horvath), Alps
- Iberolacerta martinezricai (sargantana batueca), Península Ibèrica (Sierra de Francia)
- Iberolacerta monticola (sargantana serrana), NW Península Ibèrica